# Грудек-Колонія (Люблінське воєводство)
Грудек-Колонія (пол. Gródek-Kolonia) — колонія у Польщі, в Люблінському воєводстві Томашовського повіту, ґміни Ярчів.